# ساوجبلاغ (مشگین‌شهر)
ساوجبلاغ یک روستا در ایران است که در بخش مرکزی شهرستان مشگین‌شهر در استان اردبیل واقع شده‌است. ساوجبلاغ ۳۸ نفر جمعیت دارد.

## جمعیت
این روستا در دهستان شعبان قرار دارد و براساس سرشماری مرکز آمار ایران در سال ۱۳۸۵، جمعیت آن ۳۸ نفر (۷ خانوار) بوده‌است.

## ریشه نام
نام این روستا، که ساوجبلاغ است در ترکی اردبیلی سُیوخبلاخ گفته می‌شود به معنای چشمه‌ سرد است. واقعا همچین چشمه سردی در ورودی راه این روستا وجود دارد. البته چشمه کوچکی هم در آخر روستا وجود دارد. منبع: گفته های اهالی.

## روستا های همسایه
در فاصله کمتر از ۱ کیلومتر این روستا، روستایی بزرگ‌ دیگری به اسم مزرعه‌جهان وجود دارد. در روبه‌روی راه این روستای کلهر هم وجود دارد که بعد از مزرعه‌جهان‌ نزدیک ترین است.